# Samia (film)
Pour les articles homonymes, voir Samia.
Pour plus de détails, voir Fiche technique et Distribution.
Samia est un film français réalisé par Philippe Faucon et sorti en 2000.

## Synopsis
Samia est une adolescente de 15 ans qui vit dans les quartiers nord de Marseille. Elle est la sixième d'une famille d'origine algérienne qu'elle respecte, mais avec qui elle entretient des rapports de plus en plus conflictuels car elle ne partage plus ses traditions et ses interdits religieux.

## Fiche technique
- Titre : Samia
- Réalisation : Philippe Faucon
- Scénario : Philippe Faucon et Soraya Nini d'après son roman Ils disent que je suis une beurette
- Directeur de la photographie : Jacques Loiseleux
- Son : Laurent Lafran
- Montage : Philippe Faucon et Sophie Mandonnet
- Musique du générique : Rachid Taha
- Production : Humbert Balsan
- Sociétés de production : Ognon Pictures et Arte France Cinéma
- Sortie en France : 3 janvier 2001
- Genre : drame
- Durée : 73 minutes

## Distribution
- Lynda Benahouda : Samia
- Mohamed Chaouch : Yacine
- Nadia El Koutei : Amel
- Kheira Oualhaci : la Mère
- Yamina Amri : la Tante
- Lakhtar Smati : le Père
- Farida Abdallah Hadj : Farida
- Aïcha Abdelhamid : Naïma
- Amel Sahnoune : Kathia
- Marie Rivière : la conseillère d'orientation